# Phostria flavipectus
Phostria flavipectus là một loài bướm đêm trong họ Crambidae.